# Debrecen–Nagykereki-vasútvonal
A MÁV 106. számú Debrecen–Nagykereki-vasútvonala nem villamosított, egyvágányú 53 km hosszú mellékvonal. A vasútvonalat egykor Nagyváradig építették ki, ám a trianoni békeszerződés elcsatolta a vonal végét. A kialakult államhatárok közötti rövid vonalszakaszt az elbontása után, a mai napig nem építették újra.
Sárándnál ágazik ki a Sáránd–Létavértes-vasútvonal. A 106-os vonalat az MDmot motorvonatok „menedékének” is nevezték, míg 2011. június 17-én az utolsó MD motorvonat el nem búcsúzott Bihartól – és a magyar vasúttól.

## Története
A Tiszántúl két nagyvárosát, Debrecent és Nagyváradot összekötendő vasútvonalat a Debrecen–Nagyváradi HÉV társaság kezdte el építtetni. A Debrecentől Sárándon át Derecskéig tartó vonalszakaszt – a Sáránd és Nagyléta közötti vonallal együtt – 1894. december 8-án adták át a forgalomnak. A vonal felépítménye 23,6 kg/fm tömegű, „i” sínekből épült, az alépítmény építése kevés földmunkával járt.
A Derecskétől a MÁV nagyváradi vonaláig, Biharpüspöki állomásig tartó vonalszakaszt másfél évtized múlva, 1911. január 28-án helyezték üzembe. A vonal felépítménye szintén 23,6 kg/fm tömegű, „i” sínekből épült. A legnagyobb műtárgy a Berettyó feletti 75 m hosszú, vasszerkezetű híd volt.
A vonalat a trianoni határ elvágta a Nagykereki–Nagyzomlin állomásközben, így az országhatáron belül csonkán végződött. Nagyvárad elcsatolásával a vonal végpontja Romániához került. A román vasút a határátmeneten nem vette fel a forgalmat, így Debrecen és Nagyvárad város között megszűnt a közvetlen vasúti kapcsolat. A második bécsi döntés 1940-ben visszaadta Magyarországnak Nagyváradot, így újraindulhatott a forgalom a vonal teljes hosszán, azonban négy év múlva a visszaszerzett területek elvesztésével újra megszakadt. Az 1944. évi menetrendben a két város közötti 72 kilométeres távolságot a vonatok 2 óra 18 perc alatt tették meg. A világháború után először a román, majd a magyar fél is felbontotta a határátmenetben pályát, a forgalmat nem vették fel többé.
Az 1950-es években a debreceni repülőtér bővítése miatt módosították a vonalvezetést, így alakult ki a napjainkban ismert nyomvonal a 2–6 szelvény között.
Napjainkig több terv született a vonal zsákvonal-jellegének megszüntetésére, illetve Debrecen–Nagyvárad kapcsolat helyreállítására, rendszerint Magyarország határain belül. Az 1970-es évek végén a MÁV Tervező Intézet belföldi forgalom céljára Debrecen–Berettyóújfalu vasúti összeköttetést tervezett, mely új 120 km/h sebességű vasútvonal építését irányozta elő Derecske és Berettyóújfalu között, míg a Derecske–Nagykereki szakaszt felszámolták volna. A későbbi tervek a vonal végének megtartásával számoltak, és a két nagyváros összekötését tűzték ki célul Nagykerekiből határon belül Ártándra vagy Biharkeresztesre, illetve az eredeti nyomvonalon határon átnyúlva Biharpüspöki állomásra kötve be a vonalat. 2023-ig egyik terv sem valósult meg. 2011-ben Debrecen önkormányzata átfogó közlekedésfejlesztési stratégia és program kidolgozására adott utasítást mely a Debrecen és Nagyvárad közötti kerékpáros, közúti és közösségi közlekedés fejlesztését tűzi ki célul.

### Fejlesztési tervek
2020-ban a MÁV kidolgozott egy tervet, miszerint villamosítanák a 106-os vonalat, és tram-train járna rajta, egészen Nagyváradig. Debrecen és Nagyvárad polgármestere elkezdte tárgyalni az ügyet. 2023 májusában a Nagyváradi Helyi Közlekedési Vállalat vezetője is említette a tervet.
A 2020-as évek első felében megvalósíthatósági tanulmány készült, mely alapján úgy döntöttek, hogy a Debrecen–Nagyvárad vasúti kapcsolat a Debrecen–Berettyóújfalu–Biharkeresztes–országhatár–Nagyvárad nyomvonalon valósuljon meg. 2025-ben az Építési és Közlekedési Minisztérium közbeszerzést írt ki a Debrecen–Berettyóújfalu-vasútvonal engedélyezési és kiviteli terveinek elkészítésére. A tervezett nyomvonal a Debreceni repülőtér északnyugati sarkáig párhuzamos a meglévő 106-os vonaléval, onnan pedig (a futópálya hosszabbítási tervét figyelembe véve) Berettyóújfaluig teljesen új. A debreceni Déli Gazdasági Övezet közelében egy új vasúti terminál kialakítását is tervezik. A tervezési sebesség a repülőtérig 80 km/h, onnan egy néhány kilométeres szakaszon 120 km/h, majd végig 160 km/h. A tervezési feladat kiterjed Derecske térségében a tervezett új és a meglévő 106-os vonal vágánykapcsolatának kialakítására, valamint a 106-os vasútvonal megmaradó nyomvonalának felújítására is.

## Felépítmény
A pályában fekvő sín legnagyobb része a Diósgyőri Vasműben készült az 1980-as években, de főleg Nagykereki közelében sok helyen található 1950 környékén gyártott bankowai és ózdi sín. A vágány nagyobbrészt talpfás, amelyeket a MÁV lehetőségeihez képest vasbetonaljakra cserél. Az elmúlt évek pályarekonstrukciós munkáinak, vasbetonalj- és síncseréknek, valamint aljjavításoknak köszönhetően, rövidebb szakaszokon nagymértékben javult a felépítmény állapota, sőt, egyes szakaszokon az engedélyezett sebességet is növelni tudták.
A vasútvonalon a pályasebesség 60 km/h, de egyes vonalszakaszokon 40, 30 és 20 km/h-es lassújel vannak érvényben. Derecskéig viszonylag jó állapotú a vonal, 40 km/h-s lassújel csak két helyen van: egy rövid, 200 m hosszúságú a volt Szepes megállóhelyen, és egy 1,7 km hosszúságú, a debreceni repülőtér melletti vonalszakaszon. Debrecen és Pocsaj-Esztár állomások között 210 kN, utána már csak 185 kN a megengedett legnagyobb tengelyterhelés.

## Forgalom
Csúcsidőben magas kihasználtságú személyvonatok közlekednek a vonalon. Reggel Nagykereki felől 40 percenként, délután (vissza) óránként indulnak vonatok Debrecenből. Hétköznap a vonalon a 2013/2014. évi menetrend óta 25 db személyszállító vonat közlekedik. Iskolai előadási napokon az utaslétszám eléri az 1200 főt.
A vonal teherforgalma régen jelentős volt, főleg cukorrépát és élőállatot szállítottak vasúton, az ezredfordulóra azonban már csak Derecskéig volt rendszeres cementszállítás. Ma[mikor?] már a teherforgalom nem számottevő, így Derecskén az állomásfőnökség is megszűnt.

## Járművek
A Debrecen–Sáránd–Nagykereki-vasútvonalon 2011 elejéig a debreceni honállomású MD motorvonat szerelvényei jártak. Pótlásukat Bzmot motorkocsikkal és Uzsgyival oldották meg. Az utaskomfort javítása érdekében 2011 nyarától a 106-os vasútvonalon szolgált a MÁV 6312-es pályaszámú motorvonata is. 2018 októberétől Siemens Desiro motorvonatok közlekedtek a vonalon. 2020 novemberétől újra Uzsgyi közlekedik a vonalon.

## Galéria

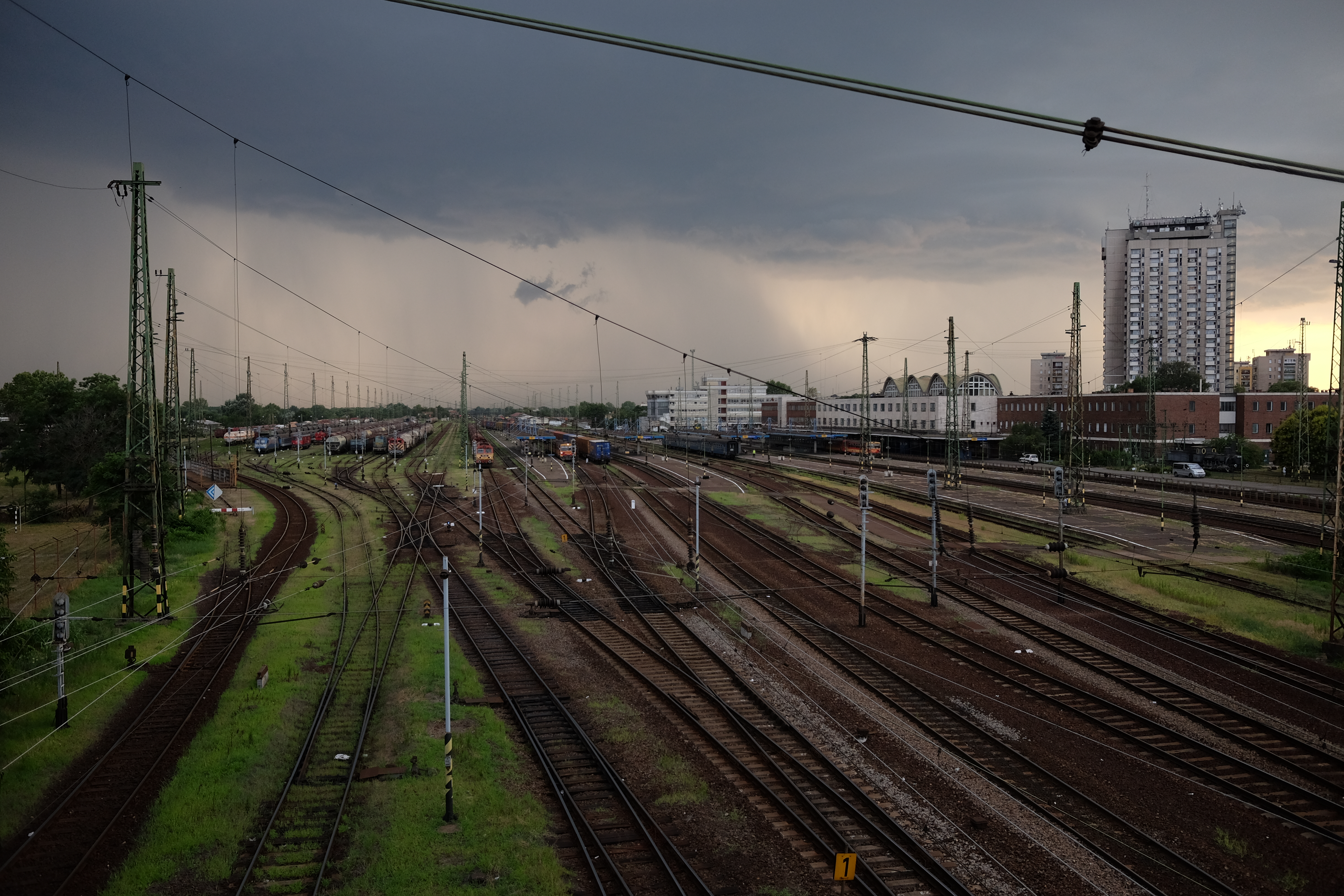
Debrecen vasútállomás 2017-ben
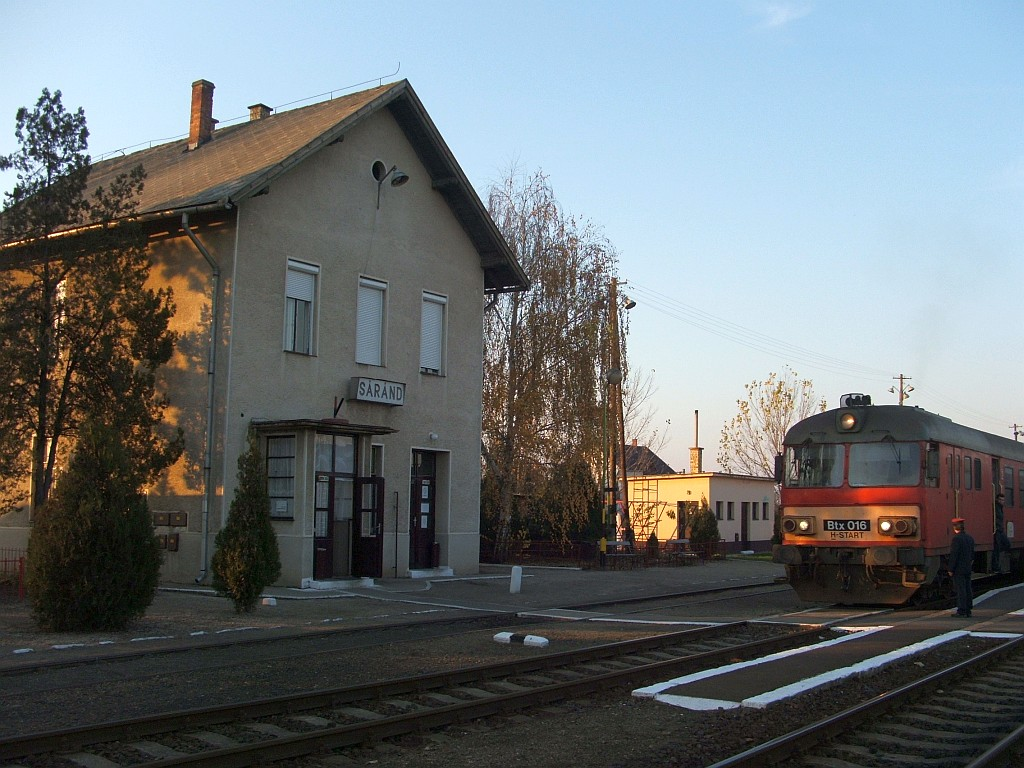
Sáránd
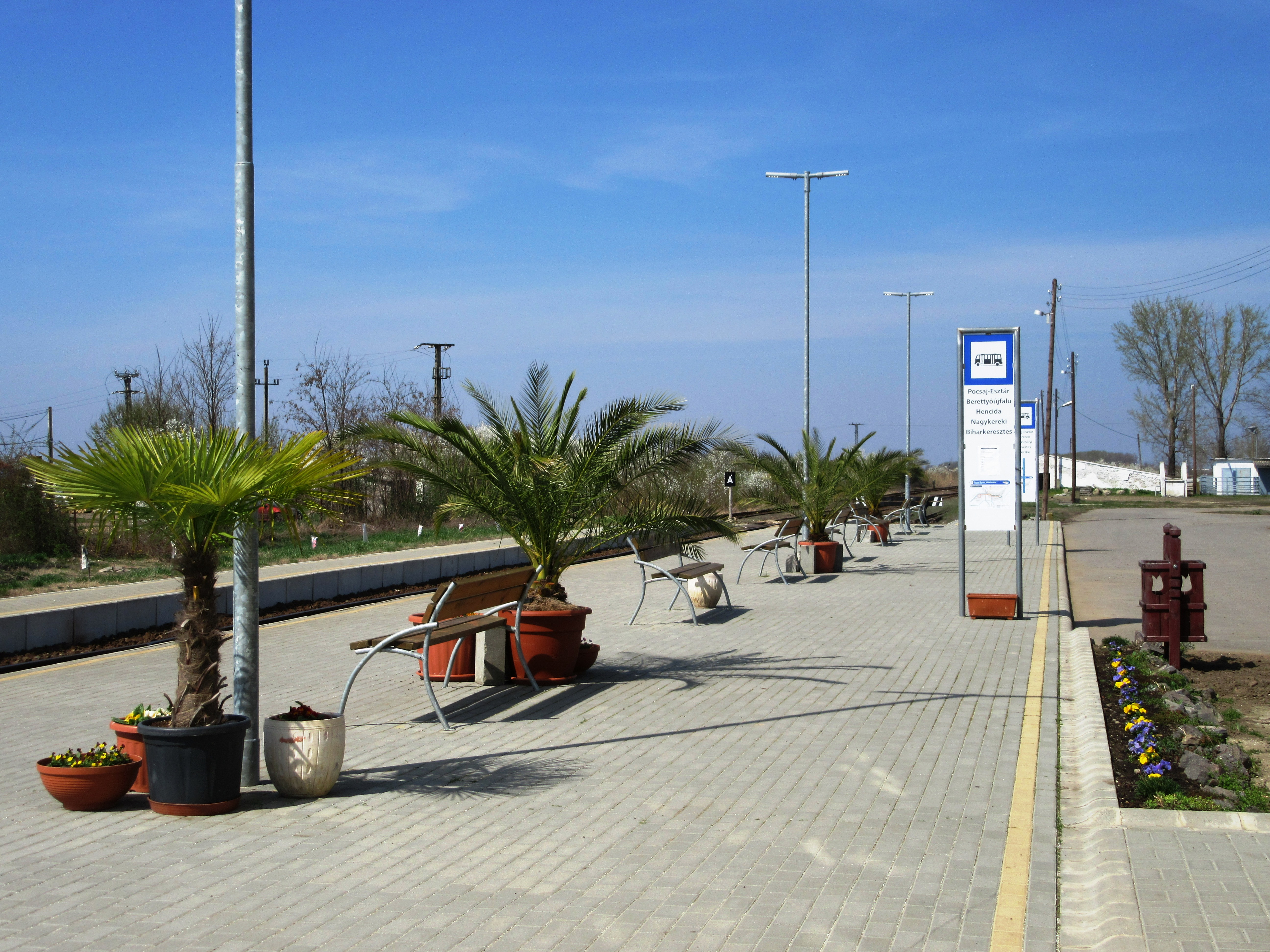
Felújított csomópont Pocsaj-Esztár vasútállomáson
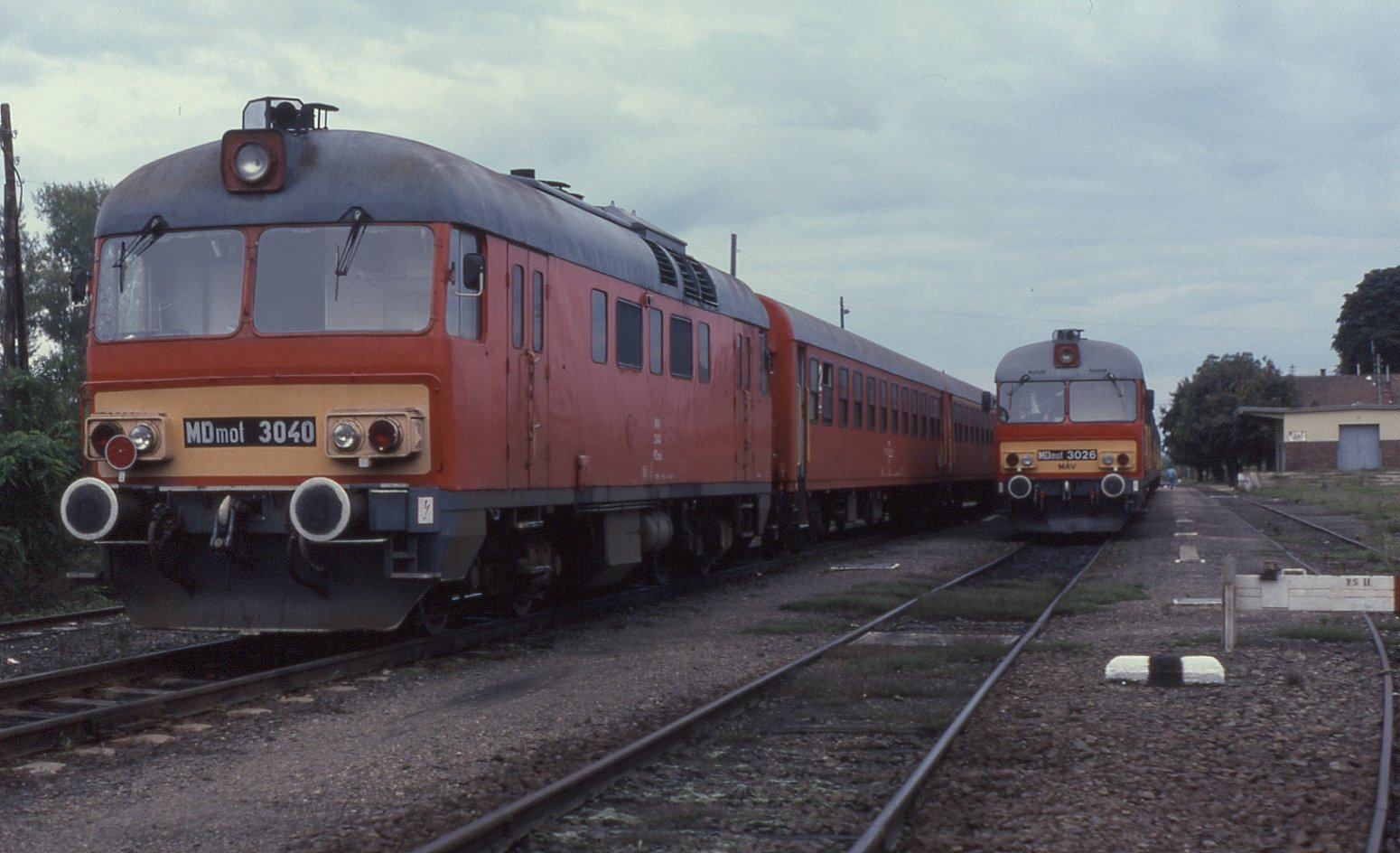
Nagykereki

## Járatok
Az S506-os viszonylatszámot a 2017–2018-as menetrendváltástól használják.
| 0  | Debrecen végállomás         | 70 | 1, 2 5, 5A 10, 10A, 10Y, 16, 18, 18Y, 21, 30, 30A, 30I, 30N, 37, 39, 42, 42A, 43, 46, 46E, 46H, 47, 47Y, 48, 146, A1, Airport1 1373, 1374, 1432, 1440, 1441, 1449 Helyközi buszok személyvonat, sebesvonat, gyorsvonat, expresszvonat, IC, EC |
| 21 | Sáránd                      | 54 | 1374, 1440, 1441 Helyközi buszok |
| 29 | Derecske                    | 46 | 1440 Helyközi buszok |
| 32 | Derecske-Vásártér           | 43 | |
| 42 | Konyár vonalközi végállomás | 33 | |
| 50 | Konyári Sóstófürdő          | 25 | Helyközi buszok |
| 58 | Pocsaj-Esztár               | 17 | Helyközi buszok |
| 66 | Kismarja                    | 9  | |
| 74 | Nagykereki végállomás       | 0  | |